# Gente despierta
Gente despierta ist eine werktägliche (Montag bis Donnerstag) und von Alfredo Menéndez geleitete und moderierte nächtliche Radiosendung,  die von 23:30 bis 03:00 auf RNE, Radio 5 und Radio Exterior ausgestrahlt wird. Sendestart war 2013.
Das Format wurde von Carles Mesa erstellt, dem früheren Moderator von 2013 bis 2019.   Nach den Daten der  Estudio General Media Survey (EGM) war es mit 222.000 Hörern im April 2021 das am zweithäufigsten gehörte Nachtmagazin in Spanien.
Sie beginnt um 23:30 Uhr mit dem ersten halbstündigen Teil España a las tantas und hat als festen Bestandteil Tengo un problema, eine Rubrik, in der Probleme der Zuhörerschaft von der Journalistin Ángela Fernández gelöst werden. Dazu können WhatsApp-Sprachnachrichten an die Redaktion gesendet werden.
Weitere regelmäßige Mitwirkende sind die Journalisten David Sierra, Ramón Aragüena und Pablo González Batista, der abwechselnd mit Nacho Calle von maldita.es die Rubrik Contraanálisis betreut.